# 한국외식산업협회
한국외식산업협회는 국내 외식산업의 경쟁력 강화를 위한 각종 정책 및 제도 개선 촉구, 선진화된 시스템 구축 등을 통해 한국 외식산업의 질적 발전에 기여할 목적으로 2008년 8월 28일 설립된 대한민국 농림수산식품부 소관의 사단법인이다.
2012년 9월28일, 외식경영관리사 자격증을 한국직업능력개발원에 민간자격증으로 등록(제2012-0590호)하였다. 이로 인하여 조리분야로 치우쳐져 있던 민간자격증 분야를 경영관리 전문가 양성 중심으로 흘러 가도록 새로운 영역을 개척하였다.
2014년 2월 12일, 식품의약품안전처로부터 '식품위생교육전문기관'으로 지정 받아 일반음식과 위탁급식 및 집단급식자들을 위한 식품위생교육을 실시하고 있다. 사무실은 서울특별시 서초구 양재동 232번지, aT센터 1101호에 있다.

## 설립 근거
- 외식산업 진흥법[1]

## 주요 사업
- 국내 외식산업의 경쟁력 강화를 위한 각종 정책 및 시스템 구축에 관한 사업
- 국내 외식산업의 글로벌화에 관한 사업
- 외식산업 관련 각종 위임 및 위탁사업
- 기타 법인의 설립목적 달성 및 단체의 권익보호를 위한 부대사업